# 1 травня (стадіон)
Стадіон «1 травня» — багатофункціональний стадіон у Слобозії, повіт Яломіца. Наразі використовується переважно для проведення футбольних матчів і є домашнім стадіоном команди «Уніря» (Слобозія). Він вміщує 6000 сидячих місць.
|  | Це незавершена стаття про спортивну споруду. Ви можете допомогти проєкту, виправивши або дописавши її. |

| Прапор Румунії | Це незавершена стаття про Румунію. Ви можете допомогти проєкту, виправивши або дописавши її. |